# ناتالي روس
ناتالي روس (بالإنجليزية: Natalie Ross)‏ (14 سبتمبر 1989 بأبردين في المملكة المتحدة - ) هي لاعبة كرة قدم بريطانية في مركز الوسط. شاركت مع منتخب اسكتلندا لكرة القدم للسيدات. أما مع النوادي، فقد لعبت مع نادي أرسنال للسيدات وLewes F.C. Women ‏ وHibernian W.F.C. ‏ وCeltic F.C. Women ‏ وRangers W.F.C. ‏.

## وصلات خارجية
- ناتالي روس على موقع الاتحاد الأوربي (الإنجليزية)
- ناتالي روس على موقع قاعدة بيانات كرة القدم.إي يو (الإنجليزية)
- ناتالي روس على موقع Soccerway.com (الإنجليزية)